# انتخابات الرئاسة الجورجية 2000
انتخابات الرئاسة الجورجية 2000 هي انتخابات رئاسية جرت في 9 أبريل 2000، في جورجيا، لانتخاب رئيس/ة جورجيا.
فاز بالانتخابات إدوارد شيفردنادزه، وقد بلغت عدد الإصوات المشاركة في الانتخابات 2,343,176 صوتاً.